# Máximo Goizueta Díaz
Máximo Plácido Goizueta Díaz (Estella, Navarra, 27 de noviembre de 1854 - San Sebastián, Guipúzcoa, 15 de enero de 1938) fue un arquitecto y político español originario de Navarra. 

## Biografía
Destacó por su labor en el ámbito de la arquitectura en su comunidad natal y su participación en la política foral navarra.
Máximo Goizueta realizó la carrera de arquitectura en Madrid, donde se graduó en el año 1886. Tras su estancia en la capital, desarrolló su carrera profesional en Navarra, donde fue nombrado arquitecto diocesano de Pamplona. Su obra arquitectónica más reconocida es el Palacete de Uranga, ubicado en la entrada del municipio de Burlada.    
Además de su labor en este ámbito, Goizueta tuvo también una trayectoria en la política de la comunidad, convirtiéndose en diputado foral, cargo que ostentó desde 1903 hasta 1911. Su papel en la política se ve reflejado en su participación como firmante de la fórmula de reintegración del régimen foral, propuesta en la Asamblea de la Diputación Foral el 30 de diciembre de 1918, la cual tenía como objetivo separar a Navarra del movimiento autonomista de las Vascongadas.
Finalmente, Máximo Goizueta falleció en  el año 1938 en San Sebastián, a la edad de 83 años.
Su hijo, Wenceslao Goizueta López de Zubiria, nacido en 1882, siguió los pasos de su padre al convertirse en diputado foral.

## Obras

### Palacete de Uranga

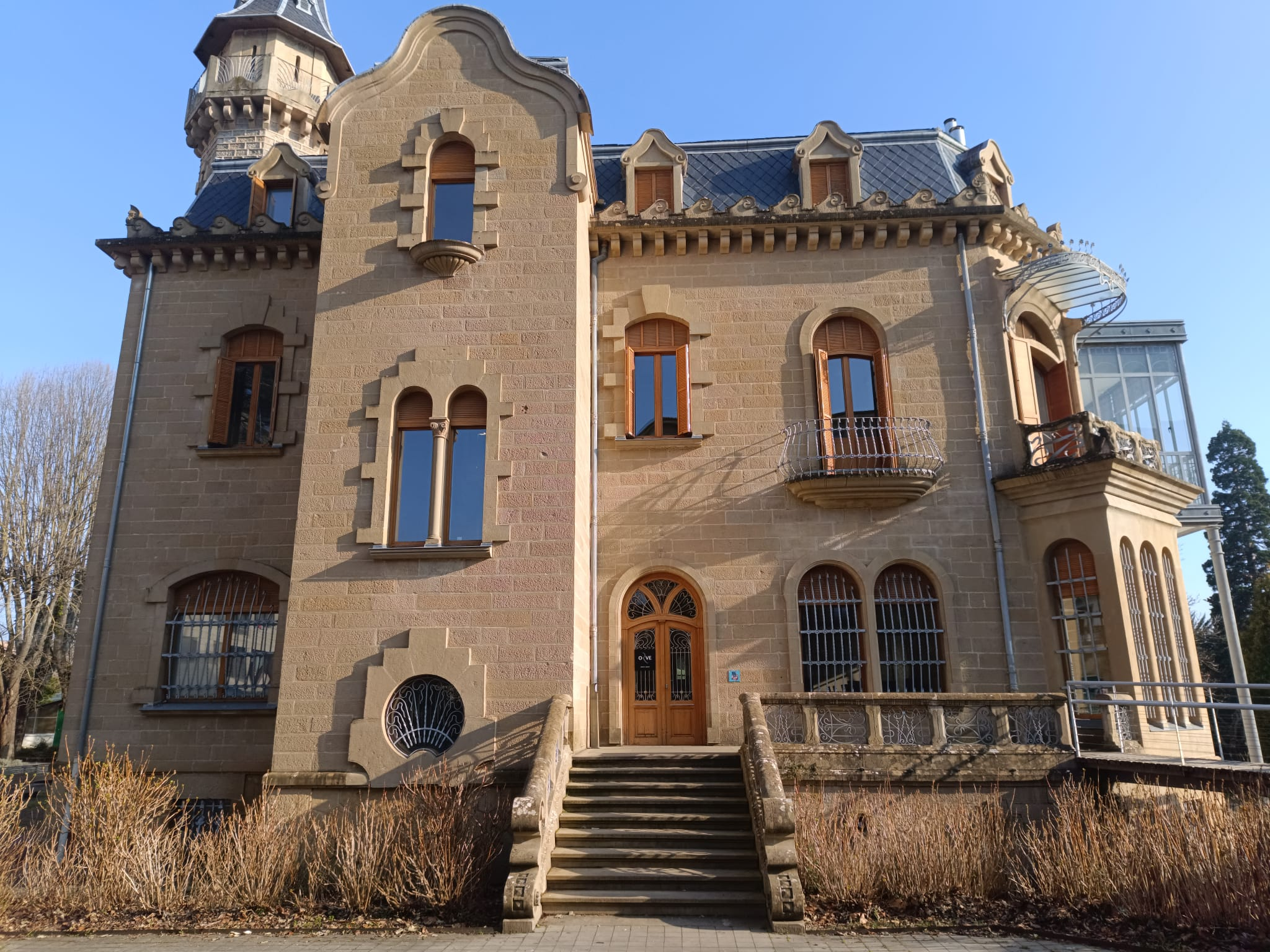

El Palacio o Palacete de Uranga fue construido en 1902 por el arquitecto Máximo Goizueta para servir como residencia del abogado zaragozano Miguel Uranga, miembro de una influyente familia de la alta burguesía pamplonesa, y su mujer Benita Galdeano Loyola. La construcción del edificio y los jardines circundantes se llevó a cabo tras la agrupación de varias de las fincas de los propietarios, ocupando en total una superficie de 33.170 metros cuadrados.

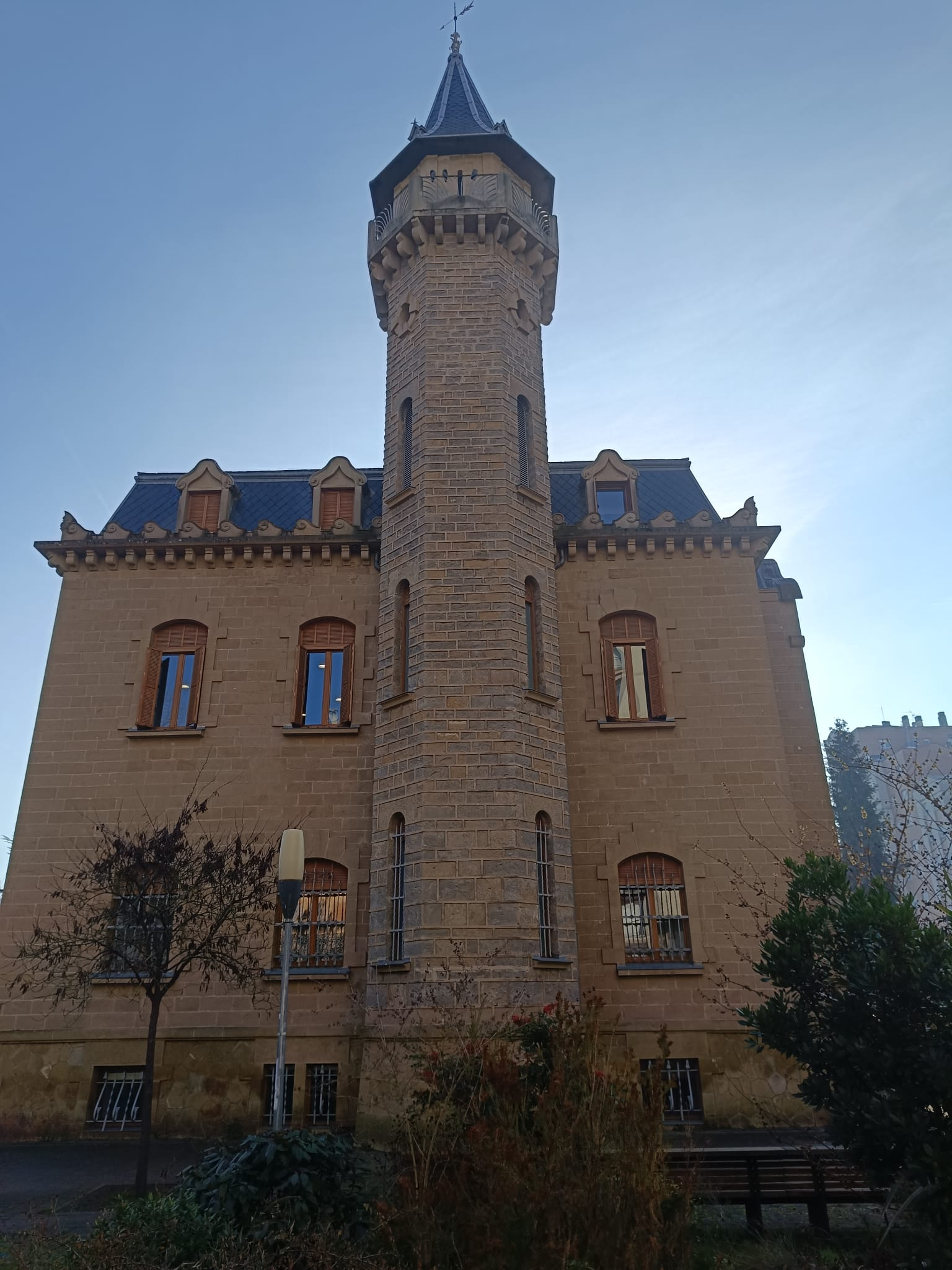
Torre del Palacete Uranga

El Palacete se diseñó siguiendo los principios del modernismo, hecho que se refleja en la asimetría de la estructura, la relevancia de las fachadas meridionales y la presencia de una galería de vidrio y hierro fundido con altas columnas. Además, el conjunto incluye una ermita de estilo neorrománico.
En el momento de su construcción, el edificio se situó alejado del centro urbano de Pamplona, ya que en aquella época existía una prohibición de edificar en las inmediaciones del recinto amurallado de la ciudad.
A comienzos de 1991, el Ayuntamiento de Burlada adquirió tanto el palacio como sus jardines por un valor aproximado de 275 millones de pesetas (1.650.000 euros), cumpliendo los deseos de Francisco Uranga Galdeano, hijo de los propietarios originales. Posteriormente, se llevó a cabo una cuidadosa restauración del conjunto, respetando la mayoría de los elementos exteriores. El interior del edificio fue adaptado para albergar un restaurante, mientras que el extenso jardín que lo rodea fue convertido en un parque público. Este espacio cuenta con una gran diversidad de flores y animales exóticos, incluyendo pavos reales, cisnes, patos y otras aves, lo que lo convierte en un espacio de ocio para la población del barrio.

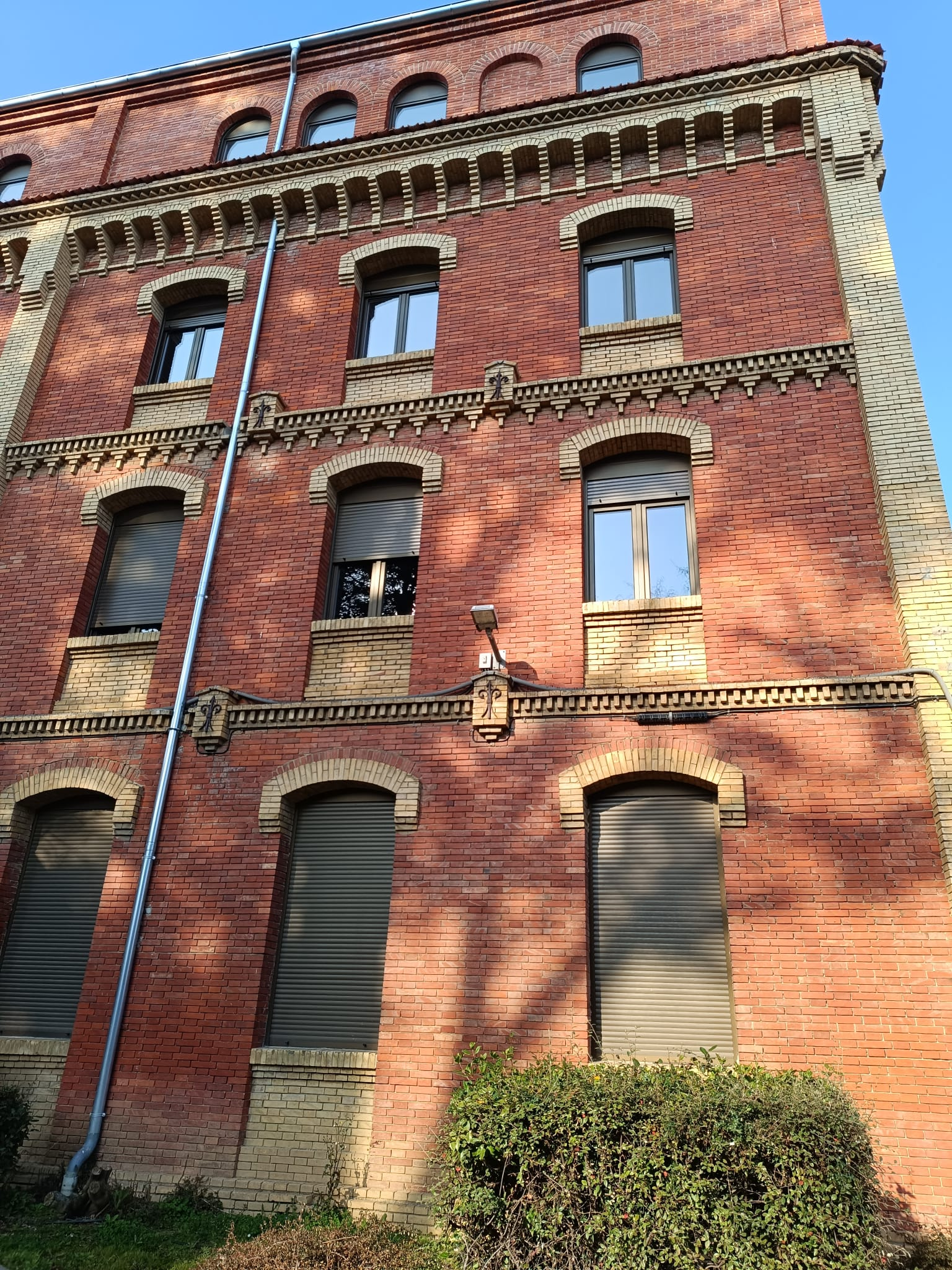
Frontal Centro San Francisco Javier

### Centro San Francisco Javier
El Centro Psicogeriátrico San Francisco Javier, originalmente conocido como el "Manicomio de Pamplona" o "Manicomio Vasco-Navarro", fue diseñado por el arquitecto Máximo Goizueta, cuya obra se vio influenciada por las corrientes psiquiátricas francesas del siglo XIX. La construcción comenzó en 1891 y finalizó en agosto de 1899, aunque se empezaría a utilizar el 9 de diciembre de 1904.

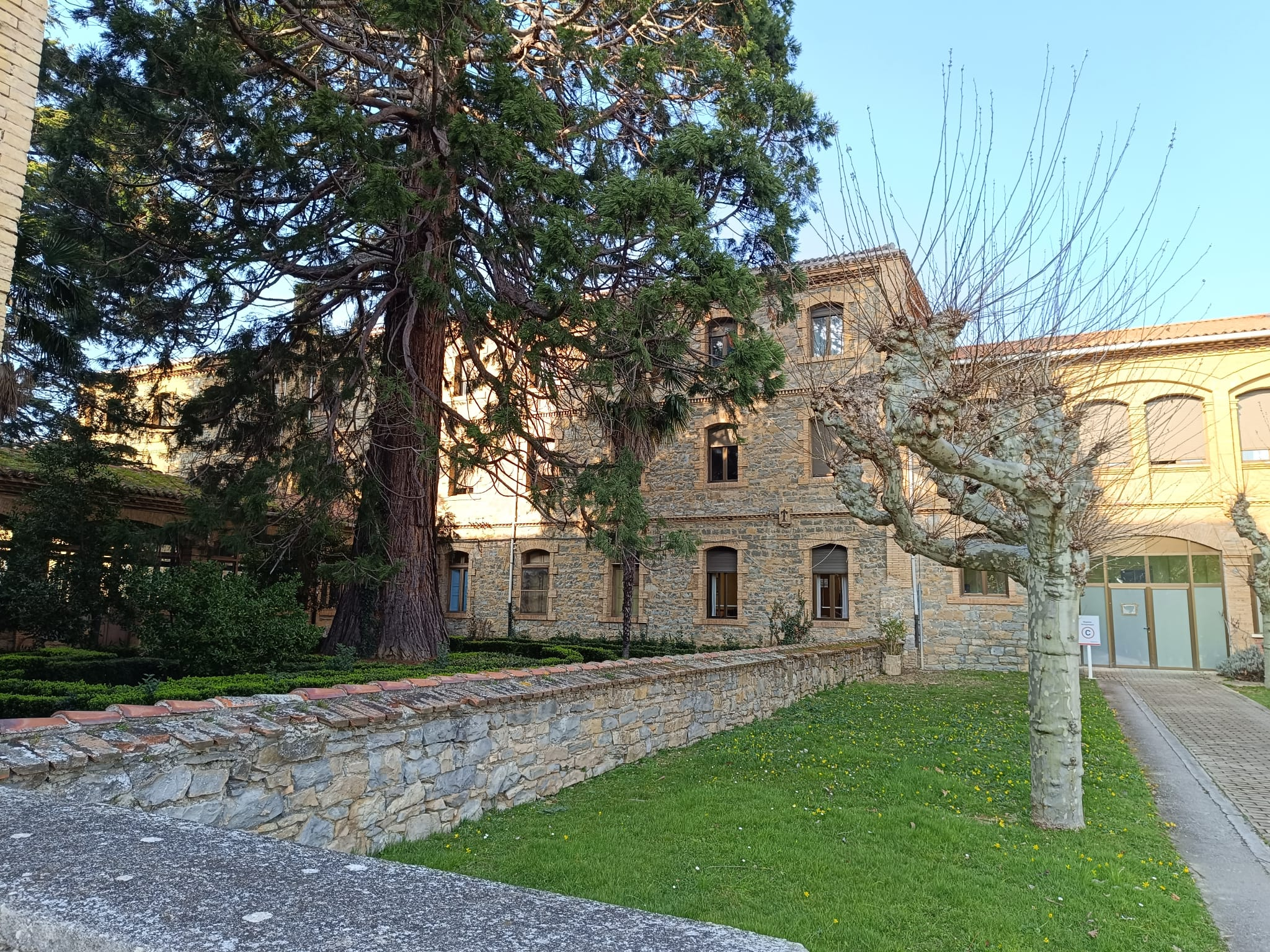

El centro se construyó en las afueras de Pamplona, a dos kilómetros de la ciudad, en una zona aislada actualmente llamada avenida de Villava, en el barrio de la Chantrea. Esto se debía a la normativa del momento que prohibía la edificación en las zonas próximas al recinto amurallado.
Las instalaciones se extendían por un recinto de 218.677 metros cuadrados, de los cuales 20.056 estaban ocupados por los edificios que formaban el centro per se, y el resto de metros, 158.621 exactamente, estaban destinados para los jardines y la huerta. El antiguo Manicomio Navarro contaba con 25 pabellones conectados entre sí por enormes galerías, algunas inclusive de 300 metros de largo.
La enorme amplitud del terreno permitía crear un entorno espacioso y aislado, además de poder crear una serie de edificaciones simétricas, que a su vez posibilitaba la segregación por sexos de los pacientes.
Desde su inauguración el centro ha sufrido varias modificaciones, entre ellas, varios añadidos a los edificios originales que sirven como recepción, y la demolición del muro perimetral, lo que permite la integración del espacio con el barrio de la Chantrea.   

### Edificios Navas de Tolosa
Otra de las obras de Goizueta, observables en los alrededores de Pamplona, son dos edificios residenciales privados construidos en 1899, los cuales se ubican en la calle Navas de Tolosa. 

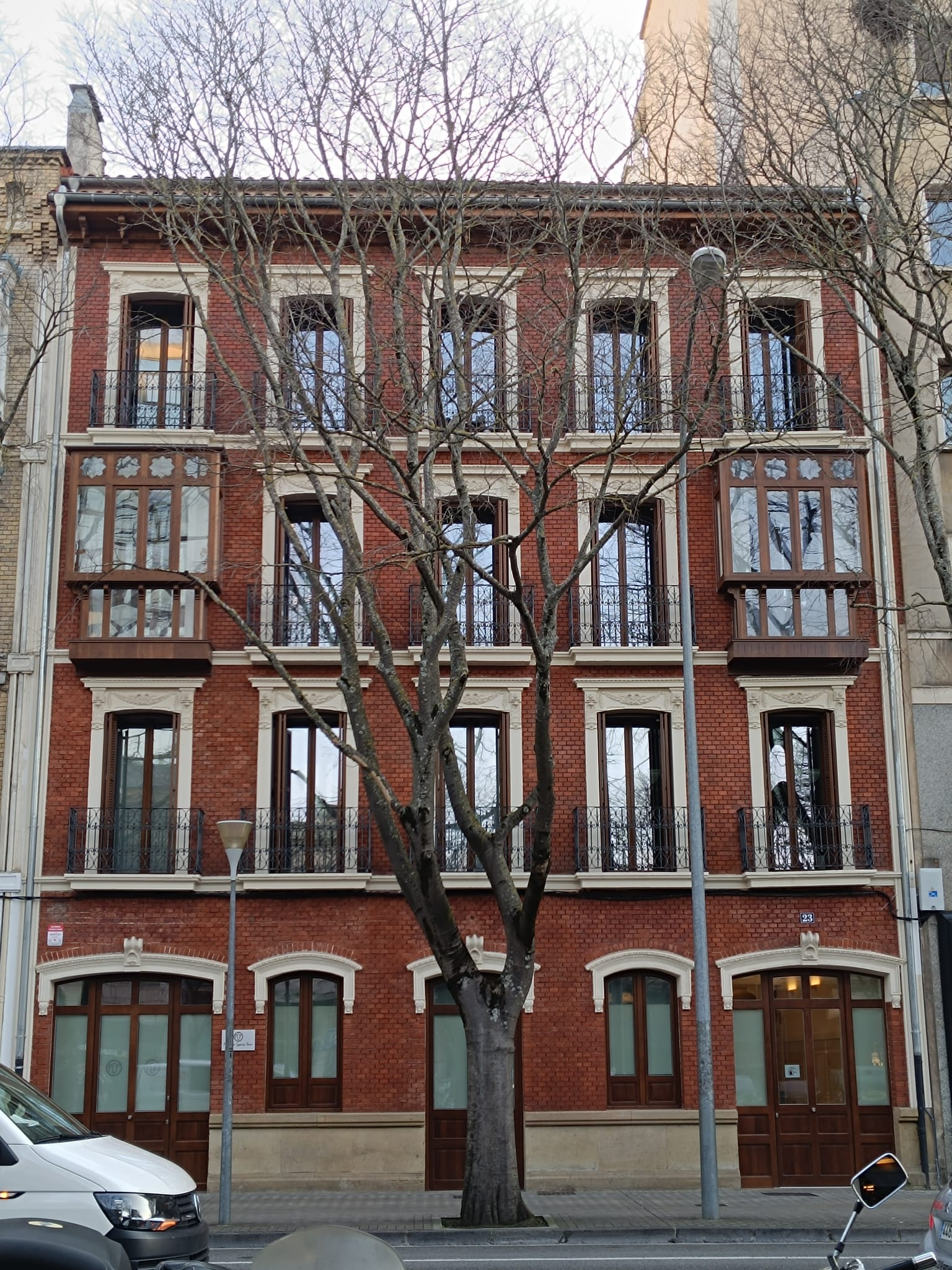
Fachada del edificio nº23

Estas construcciones presentan cierto valor patrimonial, puesto que poseen distintos niveles de protección, el edificio N.º 21 cuenta con el grado 2 y el N.º 23 el grado 3.

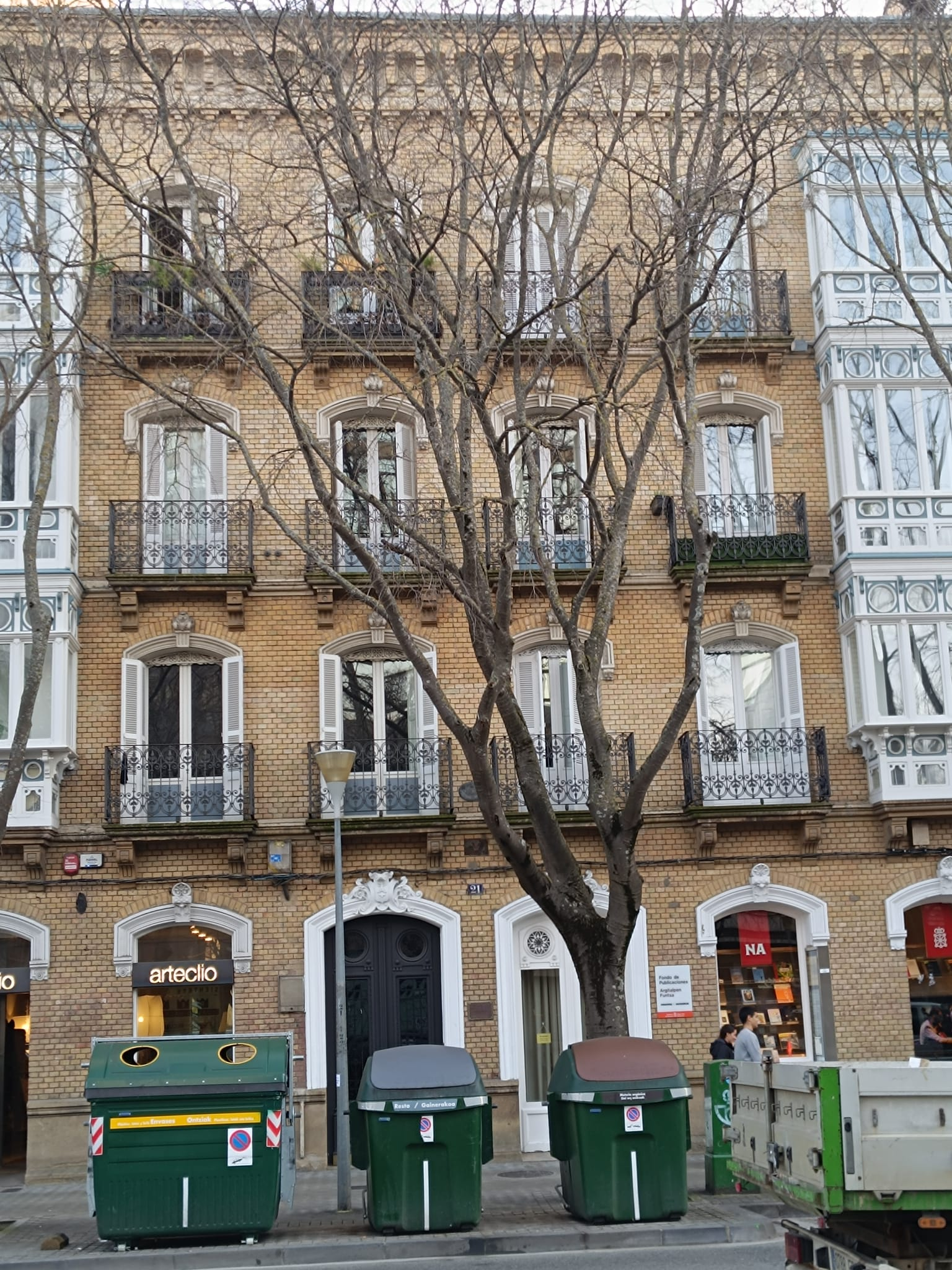
Fachada del edificio nº21

Características del edificio N.º 21:
"Edificio de planta cuadrangular, deja en la parte que da a Padre Moret un trozo de solar para un pequeño jardín. Consta de cuatro plantas. En la baja se emplea el sillar y en el resto de los paramentos el ladrillo visto de color ocre. Los distintos pisos cuentan con seis vanos cada uno, protegidos con miradores los extremos. El enmarque moldurado de los balcones, dibuja un arco rebajado y se reduce a la zona superior. El alero de remate está relacionado con las arquerías ciegas del románico. La decoración del portal se reduce al techo, recorrido por algunas molduras de motivos clásicos y en su centro aparece una gran cartela con ornamentación clásica a base de formas vegetales. Cabe destacar la proporcionalidad de las dimensiones respecto a la calle y a las otras construcciones con las que guarda perfecta cohesión." (fragmento de texto perteneciente a Arquitectura y urbanismo en Pamplona a finales del siglo XIX y comienzos del XX, de Asunción de Orbe Sivatte, 1985) 
Características del edificio N.º 23: 
"Construida el mismo año que la contigua (solar 3-8) y diseñadas ambas por M. Goizueta, esta es de menor importancia que aquella. No ocupa todo el solar, ya que la parte posterior se ocupó con una panadería y se trata de un edificio entremedianeras. El proyecto original tenía tres plantas, pero se edificaron cuatro. Se hicieron otros cambios respecto al proyecto: dinteles rectos en vez de curvados y miradores en los extremos en la planta segunda. Si en la casa del N.º 21, más rica en sus detalles, el ladrillo empleado era amarillo, aquí es rojo contribuyendo a enriquecer el cromatismo del frente a Navas de Tolosa." (fragmento de texto perteneciente a Arquitectura y urbanismo en Pamplona a finales del siglo XIX y comienzos del XX, de Asunción de Orbe Sivatte, 1985)

## Otros

### Palacio de la Condesa de la Vega del Pozo
En el pueblo de Dicastillo, a 55 kilómetros de la capital de la comunidad, se encuentra ubicado lo que en época fue el Palacio de la Condesa de la Vega del Pozo, una construcción que destaca por su estilo neogótico. Su edificación se llevó a cabo alrededor del año 1890, y se le atribuye al arquitecto Ricardo Velázquez Bosco, mientras que la dirección de las obras estuvo a cargo de Máximo Goizueta, hecho que en casos ha supuesto la adjudicación incorrecta del edificio al arquitecto navarro.
El palacio presenta una marcada influencia de las mansiones británicas de la era victoriana, reflejada en la presencia de ventanas cruceras, arcos ojivales y molduras de inspiración gótica. Su estructura destaca especialmente por la presencia de dos torres, una de planta cuadrada y otra octogonal, diseñadas para evocar el carácter imponente y defensivo de las antiguas fortalezas medievales.

### Convento de San Francisco
En 1891, Máximo Goizueta realizó un presupuesto para habilitar el convento de San Francisco de Estella como cuartel por 68.000 pesetas, pero el proyecto fue desestimado, decidiendo en su vez reformar el cuartel de La Merced, el cual se encontraba obsoleto.